# Našice
Našice (tyska: Naschitz, ungerska: Nekcse) är en stad i Kroatien. Staden har 8 137 och kommunen 17 320 invånare (2001). Našice ligger i Osijek-Baranjas län, 51 km sydväst om Osijek, i landskapet Slavonien i östra Kroatien.

## Orter i kommunen
Našice utgör huvudorten i kommunen men samma namn. I kommunen finns förutom Našice följande 18 orter: Brezik Našički, Ceremošnjak, Crna Klada, Gradac Našički, Granice, Jelisavac, Lađanska, Lila, Londžica, Makloševac, Markovac Našički, Martin, Polubaše, Ribnjak, Rozmajerovac, Velimirovac, Vukojevci och Zoljan.

## Historia
1229 omnämns staden för första gången i skriven form. Staden har genom historien styrts av ungerska och kroatiska adelsfamiljer, däribland Lacković, Gorjanski och grevarna av Ilok.
Flera katolska ordnar, däribland tempelriddarna, johanniterna och franciskanerna var under medeltiden verksamma i Našice.
Under 1500-talet intogs staden av osmanerna som drevs på flykten under 1600-talet. Staden hamnade då åter inom den habsburgska kronans domäner.
1734 hamnade stadens gods i grevarna Pejačevićs ägo. Familjen Pejačević lät under 1800-talet uppföra ett slott i Našice och kom att dominera staden fram till 1945.

## Arkitektur och stadsbild
I staden centrum ligger slottet Pejačević. Grunden till slottet lades under ledning av greven Vincencije Pejačević i januari 1811. Slottet byggdes först i klassicistisk stil och stod klart 1812. Under ombyggnaden 1865 lät greven Ferdinand Karlo Rajner göra stora förändringar som gav slottet dess nuvarande nybarocka stildrag.

## Kända personligheter från Našice
- Dora Pejačević (1885-1923), kompositör
- Pavle Jurina (1954-2011), handbollsspelare
- Danijel Pranjić (1981-), fotbollsspelare